# Museumsfeldbahn Leipzig-Lindenau
| |                     |                                               |                                               |
| Streckenlänge: | 1,5 km              |                                               |                                               |
| Spurweite: | 800 mm (Schmalspur) |                                               |                                               |
| |                     |                                               |                                               |
| \| \| \| Mörtelwerk \| \| \| \| \| \| \| \| \| \| Lützner Straße \| \| \| \| \| Verladung Leipziger Verkehrsbetriebe \| \| \| \| \| Bahnstrecke Leipzig-Plagwitz–Leipzig-Lindenau \| \| \| \| \| Bahnverladung \| \| \| \| \| Ladegleis \| \| \| \| \| Siebanlage \| \| \| \| 0,00 \| Museumsbahnhof \| Museumsbahnhof \| \| \| \| Kiesbahnhof \| \| \| \| \| \| \| \| \| 0,35 \| Schomburgkstraße \| Schomburgkstraße \| \| \| 0,50 \| Lyoner Straße \| Lyoner Straße \| \| \| \| Siebanlage Plautstraße \| \| \| \| \| ehem. Kiesgruben \| \| \| \| \| Abraumhalde \| \| \| \| 0,90 \| Schwarzer Weg \| Schwarzer Weg \| \| \| 0,95 \| Schwarzer Weg \| Schwarzer Weg \| \| \| 1,35 \| Schönauer Lachen \| Schönauer Lachen \| \| \| 2,50 \| Kiesgrube \| Kiesgrube \| |                     |                                               |                                               |
| Betriebs-/Güterbahnhof Streckenanfang (Strecke außer Betrieb) |                     | Mörtelwerk                                    | Mörtelwerk                                    |
| Strecke (außer Betrieb) · Strecke von links (außer Betrieb) |                     |                                               |                                               |
| Strecke mit Straßenbrücke (Strecke außer Betrieb) · Strecke mit Straßenbrücke (Strecke außer Betrieb) |                     | Lützner Straße                                | Lützner Straße                                |
| Abzweig geradeaus und von rechts (Strecke außer Betrieb) · Strecke (außer Betrieb) |                     | Verladung Leipziger Verkehrsbetriebe          | Verladung Leipziger Verkehrsbetriebe          |
| Strecke von links (außer Betrieb) · Kreuzung geradeaus oben (Strecken außer Betrieb) · Strecke nach rechts (außer Betrieb) |                     | Bahnstrecke Leipzig-Plagwitz–Leipzig-Lindenau | Bahnstrecke Leipzig-Plagwitz–Leipzig-Lindenau |
| Strecke (außer Betrieb) · Abzweig geradeaus und von links (Strecke außer Betrieb) |                     | Bahnverladung                                 | Bahnverladung                                 |
| Abzweig geradeaus und von links (Strecke außer Betrieb) · Kreuzung geradeaus oben (Strecken außer Betrieb) |                     | Ladegleis                                     | Ladegleis                                     |
| Strecke (außer Betrieb) · Dienststation / Betriebs- oder Güterbahnhof (Strecke außer Betrieb) |                     | Siebanlage                                    | Siebanlage                                    |
| Strecke (außer Betrieb) · Kopfbahnhof Strecke bis hier außer Betrieb | 0,00                | Museumsbahnhof                                | Museumsbahnhof                                |
| Strecke (außer Betrieb) · ehemaliger Dienststation / Betriebs- oder Güterbahnhof |                     | Kiesbahnhof                                   | Kiesbahnhof                                   |
| Strecke nach rechts (außer Betrieb) · Strecke |                     |                                               |                                               |
| Haltepunkt / Haltestelle | 0,35                | Schomburgkstraße                              | Schomburgkstraße                              |
| Strecke mit Straßenbrücke | 0,50                | Lyoner Straße                                 | Lyoner Straße                                 |
| Abzweig geradeaus und ehemals von rechts |                     | Siebanlage Plautstraße                        | Siebanlage Plautstraße                        |
| Abzweig geradeaus und ehemals nach links |                     | ehem. Kiesgruben                              | ehem. Kiesgruben                              |
| Abzweig geradeaus und ehemals nach links |                     | Abraumhalde                                   | Abraumhalde                                   |
| Bahnübergang | 0,90                | Schwarzer Weg                                 | Schwarzer Weg                                 |
| Dienststation / Betriebs- oder Güterbahnhof | 0,95                | Schwarzer Weg                                 | Schwarzer Weg                                 |
| Kopfbahnhof Strecke ab hier außer Betrieb | 1,35                | Schönauer Lachen                              | Schönauer Lachen                              |
| Betriebs-/Güterbahnhof Streckenende (Strecke außer Betrieb) | 2,50                | Kiesgrube                                     | Kiesgrube                                     |

Die Museumsfeldbahn Leipzig-Lindenau war ursprünglich eine Feldbahn zum Bau des Karl-Heine-Kanals bei Leipzig. Bis 1991 als Werkbahn für eine Kiesgrube betrieben, wird ein Teil der Strecke heute als Museumseisenbahn erhalten.

## Geschichte

Lokschuppen der Kiesbahn Lindenau am Mörtelwerk, 1906

Die Feldbahn wurde nachweislich erstmals 1856 eingesetzt. Damals wurden die Loren von Hand verschoben oder von Pferden gezogen. Die Feldbahn kam damals beim Bau des heutigen Karl-Heine-Kanals zum Einsatz. Ab 1888 wurde die Bahn zum Kiesabbau eingesetzt und verband bald die neuen Gruben mit dem drei Jahre später errichteten Mörtelwerk. Ab 1896 wurden die Pferde zunächst von zwei Elektrolokomotiven abgelöst. In diesem Jahr betrug die Streckenlänge 400 Meter. Ab 1905 kamen auch Dampfloks hinzu.
1925 war die Strecke auf 2,5 Kilometer erweitert. Als 1938 die Kiesgruben zugunsten des Hafenbaus enteignet wurden, erschloss das Mörtelwerk neue Gruben, was zu einer Neutrassierung der Bahn führte, die nun vier Kilometer lang war.
1946 war die Feldbahn sieben Kilometer lang und es kamen zahlreiche Diesellokomotiven zur Bahn, die von verstaatlichten Privatgruben stammten. Dabei wurde für die Abraumbahn auf 600 Millimeter Gleis- und Fahrzeugmaterial zurückgegriffen. 1959/1960 erreichte sie mit zwölf Kilometern ihre größte Ausdehnung. Sie wurde als „Lindenauer Kiesbahn“ bezeichnet.
Ab 1965 schwand die Bedeutung der Feldbahn. In diesem Jahr wurde der Dampflokbetrieb eingestellt. Zwei Jahre später endete auch der E-Lokbetrieb, als das Mörtelwerk den Betrieb einstellte – die Feldbahn war in dieser Zeit nur noch 9 Kilometer lang. 1980 bis 1990 betrug die Streckenlänge 3,5 Kilometer.
Bis zur Stilllegung im Mai 1991 war die Bahn im Diesellokbetrieb zwischen Grube und Hafen unterwegs. Im Einsatz waren drei Dieselloks des LKM-Typs Ns3
Mitte der 1980er Jahre begannen Modelleisenbahner mit der Erforschung der Geschichte dieser Bahn, das Ergebnis wurde im Juli 1988 in der Zeitschrift modelleisenbahner veröffentlicht.
Im Mai 1991 fuhr der letzte reguläre Kiesbahnzug, danach wurde mit dem Abbau der Bahn begonnen. Im Februar 1992 konnte zunächst eine Reststrecke von ca. einem Kilometer Länge vor dem Abbau bewahrt werden und als Technisches Denkmal „Alte Lindenauer Kiesbahn“ unter Denkmalschutz gestellt werden. Sofort begann man den Wiederaufbau bis zum heutigen Endbahnhof „Schönauer Lachen“. Seitdem beträgt die Streckenlänge 1,5 Kilometer. Im September 1992 konnte schließlich der erste Personenverkehr im Museumsbahnbetrieb auf der Strecke aufgenommen werden, der bis heute besteht.

## Streckenverlauf

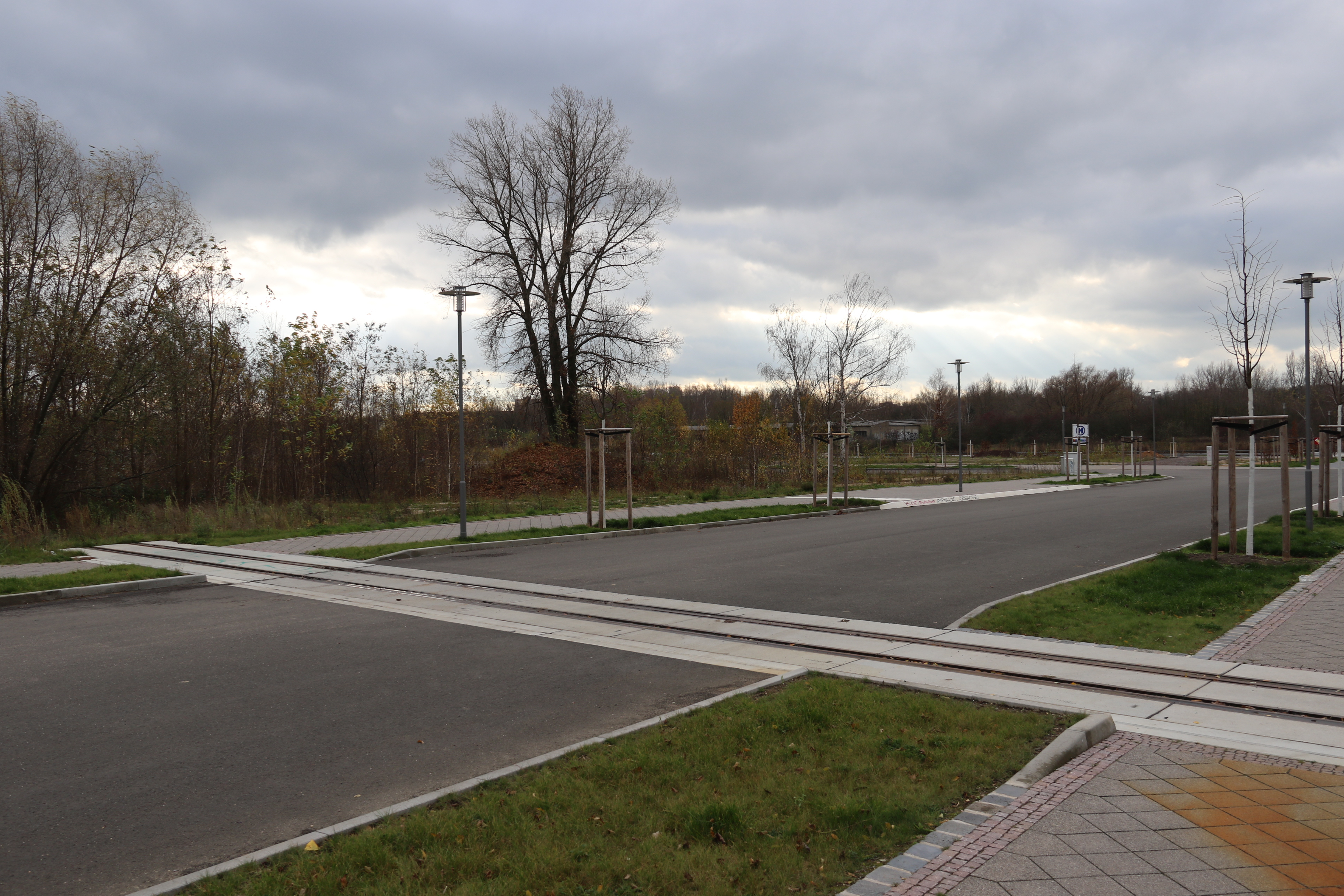
Geplante Querung der Hafenzufahrt als Verlängerung der Bahn in Richtung Osten

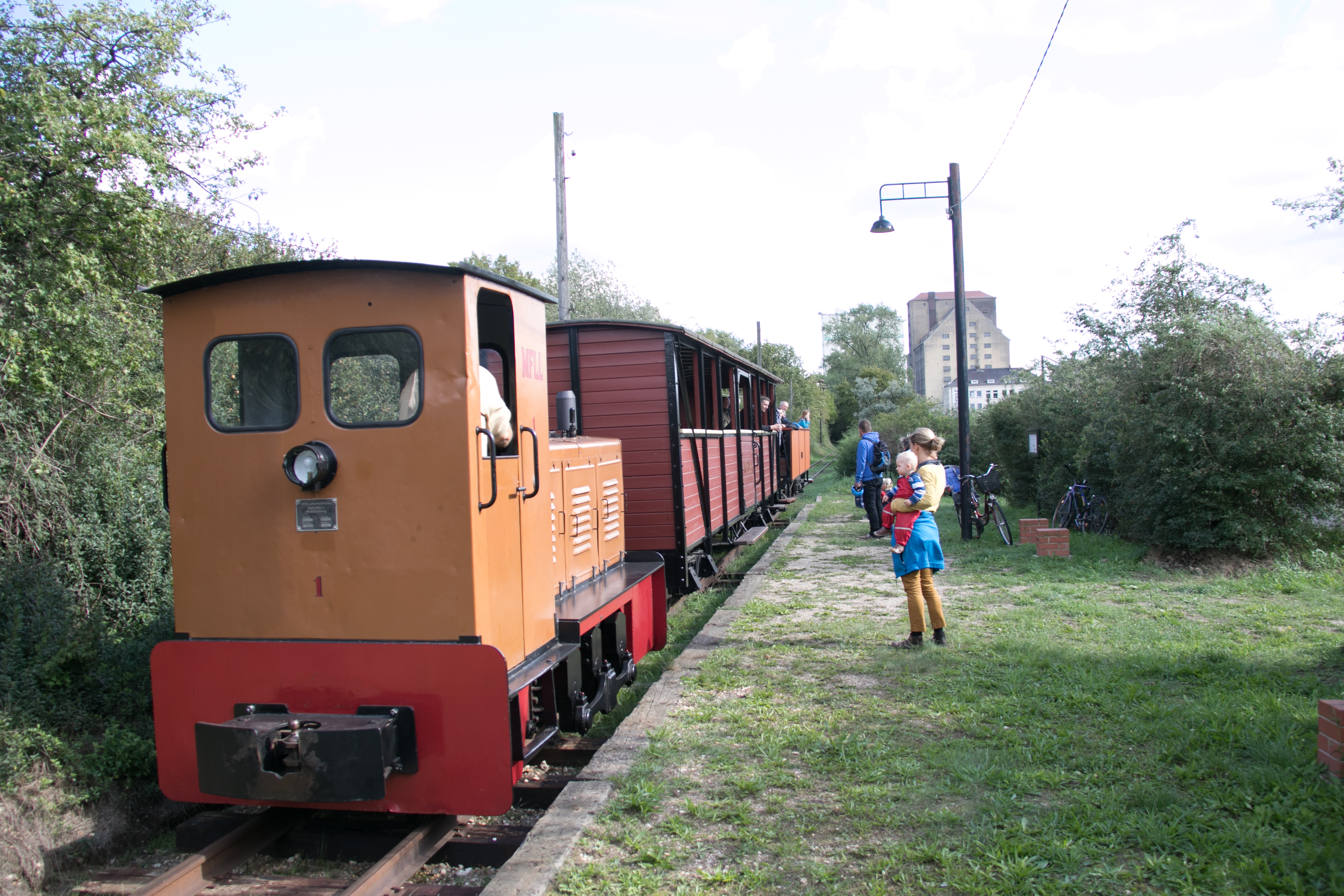
Zug am Haltepunkt Schomburgkstraße

Die Strecke beginnt im Museumsbahnhof. Die Strecke führt zunächst entlang der Speichergebäude des Lindenauer Hafens in nordwestlicher Richtung. Auf diesem Streckenabschnitt befindet sich der Haltepunkt Schomburgkstraße. Im Anschluss wird die Lyoner Straße in einem engen Linksbogen unterquert. Von hier an verläuft die Trasse in südwestlicher Richtung und passiert dabei das Leipziger Ende des Elster-Saale-Kanals. Im weiteren Verlauf schwenkt die Strecke in westliche Richtung. Nach einem kurzen Anstieg wird der Bahnhof Schwarzer Weg erreicht. Im weiteren Verlauf beginnt ein Gefälleabschnitt an dessen Ende der am Ufer eines Baggersees gelegene Bahnhof Schönauer Lachen und damit das Streckenende erreicht wird.
Nach einem konzeptionellen Stadtteilplan für den Leipziger Westen der Stadt Leipzig ist es vorgesehen, ca. 800 m der parallel zum Hafenbecken verlaufenden ehemaligen Industriebahn PX auf 800 mm Spurweite umzubauen und so die Museumsfeldbahn bis zur Luisenbrücke zu verlängern. Als Bauvorleistung wurde im Sommer 2014 in die neue Erschließungsstraße zum neuen Wohngebiet am Hafen ein schmalspuriger Überweg eingebaut. Mittlerweile wurde neben der zukünftigen Feldbahntrasse auf dem Planum der ehemaligen Industriebahn ein Rad- und Fußweg errichtet. Im Bereich des Museumsbahnhofs verschwenkt der Radweg dann auf die Trasse des Industriegleises.

## Fahrzeugpark
| Nr.      | Typ          | Hersteller                                                            | Baujahr | Fabriknummer |
| -------- | ------------ | --------------------------------------------------------------------- | ------- | ------------ |
| Lok 1    | Ns3i         | Lokomotivbau Karl Marx Babelsberg (LKM)                               | 1954    | 249104       |
| Lok 2    | Ns3d         | Lokomotivbau Karl Marx Babelsberg (LKM)                               | 1960    | 249268       |
| Lok 3    | GMH          | Hannoversche Maschinenbau AG (Hanomag)                                | 1928    | 10664        |
| Lok 4    | Ns3i         | Lokomotivbau Karl Marx Babelsberg (LKM)                               | 1956    | 249182       |
| Lok 5    | Ns3i         | Lokomotivbau Karl Marx Babelsberg (LKM)                               | 1954    | 249103       |
| Lok 6    | EL 110       | Arnold Jung Lokomotivfabrik GmbH, Jungenthal (Jung)                   | 1951    | 11357        |
| Lok 7    | EL 110       | Arnold Jung Lokomotivfabrik GmbH, Jungenthal (Jung)                   | 1954    | 11654        |
| Lok 8II  | V 10 C       | Lokomotivbau Karl Marx Babelsberg (LKM)                               | 1963    | 250317       |
| Lok 9II  | A4L514 F     | Klöckner-Humboldt-Deutz AG (Deutz)                                    | 1954    | 55858        |
| Lok 10   | 35 PS        | Gmeinder & Co GmbH, Mosbach (Gmeinder)                                | 1952    | 4696         |
| Lok 11   | Ns2h         | Lokomotivbau Karl Marx Babelsberg (LKM)                               | 1953    | 48364        |
| Lok 12   | 22/24 PS     | Gmeinder & Co GmbH, Mosbach (Gmeinder)                                | 1940    | 2993         |
| Lok 13   | DS 11/2T     | Diepholzer Maschinenfabrik Fritz Schöttler GmbH (Diema)               | 1969    | 2060         |
| Lok 14   | DFL 150- 1.6 | Diepholzer Maschinenfabrik Fritz Schöttler GmbH (Diema)               | 1980    | 4364         |
| Lok 15'' | BN60-H       | Turčianske strojárne n.p. Martin, závod Hliník nad Hronom (TSM)       | 1969    | 2890109/14   |
| Lok 16   | MV0a         | Orenstein & Koppel AG, Dortmund-Dorstfeld (O&K)                       | 1956    | 25716        |
| Lok 17   | CFL 20 I     | Christoph Schöttler Maschinenfabrik GmbH, Diepholz (Schöma)           | 1965    | 2870         |
| Lok 18   | DS14/5       | Diepholzer Maschinenfabrik Fritz Schöttler GmbH (Diema)               | 1967    | 2948         |
| Lok 19   | EL 9         | Lokomotivbau Elektrotechnische Werke „Hans Beimler“ Hennigsdorf (LEW) | 1967    | 11577        |

| Wagen                  | Bauart                                                              | Hersteller                                              | Baujahr       |
| ---------------------- | ------------------------------------------------------------------- | ------------------------------------------------------- | ------------- |
| Wagen 20               | Sommerwagen                                                         | vermutlich Fa. Herbrand, Köln                           | 1896          |
| Wagen 21               | Aussichtswagen                                                      | HW K.Sächs.Sts.E.B. Chemnitz                            | 1900          |
| Wagen 22               | Geschlossener Personenwagen                                         | Gießerei Bern                                           | 1906          |
| Wagen 23               | Gedeckter Güterwagen                                                | Waggon- & Maschinenfabrik Akt. Ges. vorm. Busch Bautzen | 1942          |
| Wagen 30               | Kesselwagen                                                         | Linke Breslau                                           | 1880          |
| Wagen 31               | Offener Güterwagen                                                  | Linke Breslau                                           | 1892          |
| Wagen 32II             | Packwagen mit einer Lademasse von 7500 kg                           | Waggonbau Gotha                                         | 1912          |
| Wagen 33               | geschlossener Güterwagen mit einer Lademasse von 10 t               | Linke-Hoffmann-Busch, Bautzen                           | 1912          |
| Wagen 34               | geschlossener Einheitsgüterwagen (Ggw) mit einer Lademasse von 10 t | Linke-Hoffmann-Busch, Bautzen                           | 1932          |
| Wagen 35/36            | offener Güterwagen                                                  | nicht bekannt                                           | nicht bekannt |
| Lore 41/42             | Personenlore                                                        | Eigenbau MFLL                                           | 1997          |
| Lore 43                | geschlossene Lore                                                   | Eigenbau MFLL                                           | 1993          |
| Lore 44                | Flachlore                                                           | Eigenbau MFLL                                           | 1996          |
| Lore 45                | Flachlore                                                           | Lehnamühle                                              | ca. 1930      |
| Lore 46                | Notstromaggregat                                                    | Eigenbau MFLL                                           | 2000          |
| Lore 47                | Waldbahntruck                                                       | Kelle & Hildebrand Dresden                              | ca. 1900      |
| Lore 48                | Flachlore                                                           | Eigenbau MFLL                                           | 1997          |
| Lore 49                | Stirnbordlore                                                       | Eigenbau MFLL                                           | 2009          |
| Lore 50–59             | Kipplore 1,75 m³                                                    | Mühlhausen                                              | 1978–86       |
| Lore 62/63             | Hydraulikkipper 3,3 m³                                              | R. Dolberg AG Dortmund                                  | ca. 1951      |
| Lore 64                | Kipplore 2 m³                                                       | Krupp                                                   | ca. 1930      |
| Lore 65–69             | Kipplore 2 m³                                                       | vermutlich Krupp                                        | ca. 1930      |
| Lore 70/71             | Kipplore 0,75 m³                                                    | Vetschau                                                | ca. 1970      |
| Lore 72–77             | Kipplore 1 m³                                                       | Vetschau                                                | unbekannt     |
| Lore 78                | Kipplore 0,75 m³, gebremst                                          | Eigenbau MFLL                                           | 2007          |
| Lore 79                | Kipplore 1 m³                                                       | Dolberg Rostock                                         | ca. 1882-1885 |
| Holzkastenkipper 80–82 | Holzkastenkipper                                                    | Fa. Mühlhäuser Michelstadt                              | ca. 1935      |
| Holzkastenkipper 84/85 | Holzkastenkipper 2,5 m³                                             | unbekannt                                               | unbekannt     |
| Förderwagen 91–93      | Förderwagen 0,63 m³                                                 | VEB Förderwagen und Beschlagteile Mühlhausen            | unbekannt     |